# Чижув (Буський повіт)
Чижув (пол. Czyżów) — село в Польщі, у гміні Стопниця Буського повіту Свентокшиського воєводства.
Населення — 419 осіб (2011).
У 1975-1998 роках село належало до Келецького воєводства.

## Демографія
Демографічна структура на день 31 березня 2011 року:
|          | Загалом | Допрацездатний вік | Працездатний вік | Постпрацездатний вік |
| -------- | ------- | ------------------ | ---------------- | -------------------- |
| Чоловіки | 202     | 48                 | 118              | 36                   |
| Жінки    | 217     | 49                 | 106              | 62                   |
| Разом    | 419     | 97                 | 224              | 98                   |